# Pablo Padilla Estrada
Pablo Padilla Estrada (Madrid, 29 de novembre de 1988) és un polític espanyol, diputat de la desena legislatura de l'Assemblea de Madrid. Sociòleg i estudiant d'Antropologia, va ser al costat de Rita Maestre un dels portaveus del Moviment Joventut Sense Futur, germen del moviment 15M. Va resultar escollit diputat de l'Assemblea de Madrid dins de la llista de Podem per a les eleccions autonòmiques de maig de 2015. Inclòs dins el Consell Ciutadà de Podem Comunitat de Madrid, va presentar la seva dimissió al març de 2016 al costat d'altres integrants d'aquest per discrepàncies amb la direcció encapçalada llavors per Luis Alegre.